# Ramanattukara
Ramanattukara là một thị trấn thống kê (census town) của quận Kozhikode thuộc bang Kerala, Ấn Độ.

## Nhân khẩu
Theo điều tra dân số năm 2001 của Ấn Độ, Ramanattukara có dân số 30.436 người. Phái nam chiếm 49% tổng số dân và phái nữ chiếm 51%. Ramanattukara có tỷ lệ 83% biết đọc biết viết, cao hơn tỷ lệ trung bình toàn quốc là 59,5%: tỷ lệ cho phái nam là 85%, và tỷ lệ cho phái nữ là 80%. Tại Ramanattukara, 12% dân số nhỏ hơn 6 tuổi.